# 割禮

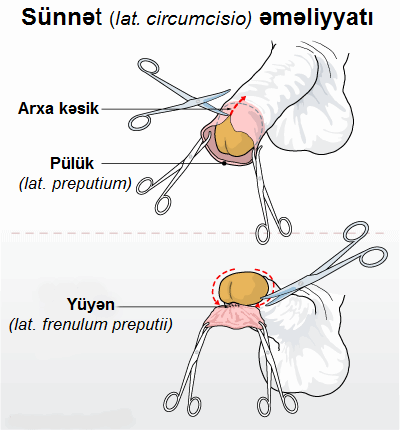

割禮（天主教名割损）是一種宗教儀式，通常是指對男子尤其男孩施行的割禮，方法是對阴茎的包皮進行包皮環切術。
早期的山洞壁畫和古埃及墳穴已有關於割禮的描述，中東的不少宗教也有施行割禮。猶太教則視割禮為上帝吩咐的命令、是必須遵行的宗教行為，男孩在出生後第八天要進行割禮，至今大部分的猶太人都遵從這規則。在其他地方，一般是建議在出生7天後，有的禁止超過10歲才施行，有的則允許到成年以前都可以。伊斯蘭教的《古蘭經》中沒有規定男孩要進行割禮，但是中東不少的伊斯蘭國家都有此習俗，乃因紀錄穆罕默德言行的《赫諦斯經典》中曾提及之故。男性割禮由於猶太教傳統因素和社會文化因素，仍普遍存在。
至於替女性進行割禮，則以非洲居多。為防止女性可能因為追求性的歡愉而無視道德規範。當地人對於割禮非常重視，他們往往都看成是人生比較重要和值得慶祝的事情。女性割禮由於其造成的危險，受到聯合國及國際人權組織的強烈反對。
無論對象是男性或女性，因工具不潔或技藝不熟悉甚至施術者玩忽職守等原因而做成受術者性器官永久受損，甚至感染併發症死亡的例子並不罕見，無論是古代還是現代都有一定的致殘率和死亡率。手術失敗對受術者做成終生的生理和心理的難以啟齒負面影響。

## 文化與宗教
有些地區的習俗是男童出生不久就割除包皮，有時是在青春期行割禮，以象徵其成年。穆斯林、猶太人、美國人是幾個割除包皮比率較高的族群。韓國自韓戰以後，受到美軍的影響，割包皮的情況也相常普遍。包皮環切術可能是世界上最廣泛的外科手術。在世界各地，大約有5分之1的男性做包皮環切手术。

### 醫學
醫學上的包皮環切術主要用于男性生殖器畸形的糾正，如包皮過長、包皮嵌頓、包莖，屬于整形手術。包皮箝頓、包莖會影響正常的勃起，引起性交疼痛和射精困難。對于嬰兒來說，這一類的手術是值得商榷的，由于發育過程中，包皮會生長後退，成年後許多人並不會呈現包皮過長或包莖，因而對于嬰兒期的這一類人稱之爲假性包莖。但對于包皮箝頓、真性包莖，及時的手術有利于生殖器的正常發育。
包皮過長，主要影響衛生。許多衛生條件和衛生意識落後的地區，人們對于個人衛生比較忽視，特別是男性，幾乎很少清洗包皮垢。長期積累的包皮垢的刺激和汙染，爲尿道感染和尿道疾病留下了隱患，這一點上並沒有性別差異。有研究顯示，包皮垢對于女性的子宮頸癌患病率有著不可忽視的影響。現代醫學表明了一些包皮手術的好處，如減少藏污細菌和病毒，減少艾滋病和性病。

### 美學
包皮環切術可視為一種生殖器官的損毀行為，藉著改變生殖器的外觀以期符合特定的審美觀。在一個眾人均認為嬰兒或兒童割包皮天經地義的社會中，未經切除包皮的生殖器可能被視作具有某些性功能、外觀或其他方面的缺陷。反之，若社會的主流觀念不認為包皮環切術是一種必須，則這種手術就被視為一種損毀。某些地區的文化會對陰莖做各種加工，如陰莖縱剖術、陰莖下剖術，而包皮環切術也列為這種加工術之一。
現今世界各國，多数男性因非宗教因素割除包皮的僅有美國、菲律賓和南韓等地。在南韓，常規性的割包皮手術主要是在韓戰後，受到美軍和美國文化影響所致。而在菲律賓，割包皮的起源已不可考。然而，在Antonio de Morga於1907年著作的《菲律賓諸島史》（"History of the Philippine Islands"）中，把割包皮的風俗歸因於伊斯蘭教。

### 古埃及多神教
希羅多德記載道“埃及人是世界上僅有的割除包皮的民族——至少他們是，當然還要加上那些效仿他們的民族。……他們行割禮是爲了潔淨，認為潔淨比體面更為重要。”

### 科普特基督教
在埃及科普特教會與衣索比亞正教的教區，包皮環切術也是一項傳統。一般都在出生第八天施行。

### 伊斯蘭教
伊斯蘭的教規強調自然潔淨。雖然《古蘭經》裡沒有提到割禮，卻出現在一些聖訓（先知穆罕默德的訓示）之中。教法學的學者們對於伊斯蘭教法中有關割禮的見解不一，要看依循哪一部聖訓，以及如何解讀其經文。阿布·哈尼法、马利克·阿本·阿纳斯和許多學者認為割禮是一項聖行（建議採取的行動），但其他學者如穆罕默德·本·伊德里斯·沙斐仪則認為是必須的。  有關穆斯林施行割禮的時間，有的和猶太教一樣在出生第八天，有的則晚些。在巴爾幹半島、埃及農村、中亞細亞大多在男孩6歲到11歲之間，在一個公開、歡樂的場合舉行割禮，並佐以甜點和盛宴。相反地，伊朗的穆斯林往往剛出生就在醫院割包皮，省得麻煩。住在都市的埃及人比較類似在美國等工業化的國家，大多在醫院割包皮。Kamyar等學者將割禮稱為「義務性的傳統」，但割除包皮的人並不一定要成為穆斯林。至于女性割礼，是存在非洲和部份中東地區的古老習俗， 這種習俗早在伊斯蘭之前就有數千年的悠久歷史。并且穆斯林学者认为女性割礼是伊斯蘭禁止的非法習俗﹐應當採用明確的法律措施嚴加制止 。

### 猶太教
割禮為猶太人盛行的傳統宗教儀式，希伯來文稱此儀式為「盟約」（brit）或「割禮的盟約」（brit milah）。穆漢（mohel）為割禮執行人。男嬰如沒有生病或有其他健康問題等延期理由，穆漢就會為出生後第八天的男嬰舉行割禮。割禮進行期間，穆漢會致祝詞並宣告男嬰已實踐律法，接著男嬰的父母會致祝詞以表明自己的兒子已被納入上帝與猶太人之間的約，正式給男嬰起名。根據《聖經·創世記》17章9-14節的記載，上帝吩咐亞伯蘭為自己、男性子孫和僕人都要行割禮為永久之契約。按中世紀猶太教口傳律法哈拉卡，沒有跟從割禮者會被視為有意犯（karet），會招致在上帝剪除的懲罰。對猶太人來說，為出生後第八天的男嬰舉行割禮有神聖的特殊意義。

## 部落傳統
割禮在許多非洲和澳洲原住民部落的傳統中，被視為成年禮的一部份。有一些非洲西部的民族如多貢族、多瓦悠族（在喀麥隆北部）相信萬物皆有靈，並且認為割包皮有如自男性身上去除「女性」的面向，使男孩變成真正的男子漢。尼羅河流域的民族，如南迪人（居住在肯亞高原西部）是經過一群年齡相近的男孩一起觀察，每隔幾年舉行一次的割禮則是通過考驗的儀式，同一批接受割禮的男孩們則被視為同一輩分。原住民的割禮象徵一個人生的里程碑，有些部族還將尿道下壁也切開，此一歷程所伴隨的痛苦眾人皆知。

### 女性割礼
在非洲某些部落，女孩子到了七歲便要施行割禮，把陰蒂除去。此類割禮常在自家由年長女性執行，過程中不僅未有任何麻醉措施，且所使用的器具可能是鐵片、菜刀等，遑論清潔消毒作業，因此很多女孩在行割禮途中便因失血過多或事後遭感染致死。有些部落給女孩行割禮，是要讓男性在性愛中能夠獲得更多的樂趣，但因為傷口很可能一世都不會康復，進行性行為對行過割禮的女孩來說是痛不欲生的。
對女性的割禮多與宗教信仰及父權對於女性的身體控制有關，許多有施行女性割禮儀式的族群相信，割去女性的陰蒂、小陰唇甚至整個性器官，將使女性因為無法感受到性快感而會守貞。此外，許多地方施行的割禮會將女性的傷口縫起，僅留下極小的洞口以排出尿液或經血，因其深信洞口愈小的女性將來在婚姻市場中價值愈高；反之，未施行割禮的女性常被另眼看待。此間信念往往透露出家父長對女性貞操與身體的宰制。直至今日，即使埃及、肯亞等國家已立法禁止對女童進行割禮，此一陋習仍難以撼動。
埃及估計有超過90%的女性曾實行割禮，是全世界比率最高的地區之一，早在2008年實行女性割禮就已經被判定違法，伊斯蘭教遜尼派高層也宣告這個陋習「既危險又沒有宗教意義」。聯合國表示這項習俗的受害女性已經逐漸減少，但是在非洲與中東的許多國家，仍然相當常見。當地居民表示曾經聽說未進行割禮的女性會變得性欲旺盛，沒辦法控制欲望；這是普遍實施割禮的正當意義之一，更廣泛的說法是能夠「淨化」女性。
而人權倡導者嚴正譴責這樣的想法，無論對女孩的身體或是心靈，都將留下極大的傷疤。
- 據學者研究，實施割禮的原因可以分為5種：

1. 性原因：為了控制、減少女性性行為，保持其純潔或是對丈夫的忠貞。
2. 社會原因：認為割禮是一種成為女人的象徵，得以進入社會、保持社會凝聚力。
3. 衛生與審美原因：認為女性生殖器是骯髒的。
4. 健康原因：認為這樣的做法能提高生育率及孩子的生存率。
5. 宗教原因：錯誤的迷信，認為宗教要求女性實行割禮。

可能造成的結果：
割禮事實上是對女性的嚴重侵犯，且通常是帶有歧視性的做法，違反他們能獲得健康、遠離暴力、傷害、殘酷且非人道的性別對待。這樣的做法會造成無法彌補的傷害，由於環境關係，在手術過程中經常沒有乾淨的器具、正確的醫療知識，可能因大量出血致死，未使用麻醉劑的情況下，疼痛可能導致休克，即使手術完成後，傷口還可能引發感染或敗血症，諸多的負面影響難以計算，對女性造成的巨大傷害是無法挽救的。

## 基督宗教
基督宗教在新約中免除了信徒割禮的義務，並不要求猶太人之外的外邦人信徒實行割禮。但仍有很多人堅持割禮，視割禮為與上帝契約的證明。同時，認為割禮在醫學上有種種好處的說法也在北美國家的民眾廣爲傳播。

### 保羅與割禮
基督徒不用受割禮，主要來自使徒保羅在《羅馬書》及《加拉太書》的主張。保羅有限度的承認割禮對猶太人是有益的，他也曾經宣傳過要受割禮，但他更重視內心的信仰。隨著他對於外邦人的傳教工作展開，他的態度逐漸轉向反對受割禮以及遵守摩西律法。
保羅及巴拿巴，與雅各及彼得在耶路撒冷會談之後，雅各及彼得同意讓保羅向外邦人傳教。但在來自雅各教會的宣教師到達安提安教會後，他們宣揚要受割禮，遵守猶太律法，引起保羅的反彈。這些宣教師也到達加拉太教會，宣揚同樣的主張，保羅致信加拉太教會，希望他們不要受到影響，反對割禮及遵守摩西律法 。